# إم. دونالد غرانت
إم. دونالد غرانت (بالإنجليزية: M. Donald Grant)‏ هو شخصية أعمال أمريكي، ولد في 1 مايو 1904، وتوفي في 28 نوفمبر 1998 في Hobe Sound, Florida ‏ في الولايات المتحدة.